# ZBD-04
Il ZBD-04, chiamato anche Type 04, è un  veicolo da combattimento della fanteria cinese. 
Simile in alcune caratteristiche tecniche al BMP-3, in particolare per quanto riguarda la torretta e l'armamento primario, tuttavia lo chassis e il sistema di funzionamento interno hanno un layout differente. Durante le fasi di sviluppo e test, i primi prototipi erano chiamato ZBD-97. In seguito è stata introdotta una versione migliorata e aggiornata denominata ZBD-04A.

## Utilizzatori
CinaForza di terra dell'esercito di liberazione popolare - 2.400 nel 2021. 400 unità di ZBD-04; 1.900 unità di ZBD-04A; 100 unità di ZBD-04A HJ-10 Carrier